# 9612 Бєлгород
9612 Бєлгород (9612 Belgorod) — астероїд головного поясу, відкритий 4 вересня 1992 року.
Тіссеранів параметр щодо Юпітера — 3,157.